# Narin (település)
Narin (Kirgiz nyelven: Нарын, Narın, نارىن) város Kirgizisztánban, Narin tartományban. Lakosságának száma a 2017-es becslések szerint 38 000 fő volt. Az ország kilencedik legnépesebb városa.

## Fekvése
Kirgizisztán keleti részén fekvő település.

## Leírása
Naryn az ókori selyemút egyik ága mellett található, ahonnan az út délre halad a gyéren elhelyezkedő Kirgiziai hegyvidéken, a Torugart-hágón át Kínába. Jelenleg ez a fő közlekedési kapcsolat Kirgizisztán és Kína között. Narin egyetemz város, a Közép-Ázsia Egyetem három egyetemének egyike itt található, melyet 2000-ben alapítottak, melyben 2016. szeptemberében kezdődött meg a közép-ázsiai (UCA) Naryn-i   egyetemi kurzus. 

## Gazdasága

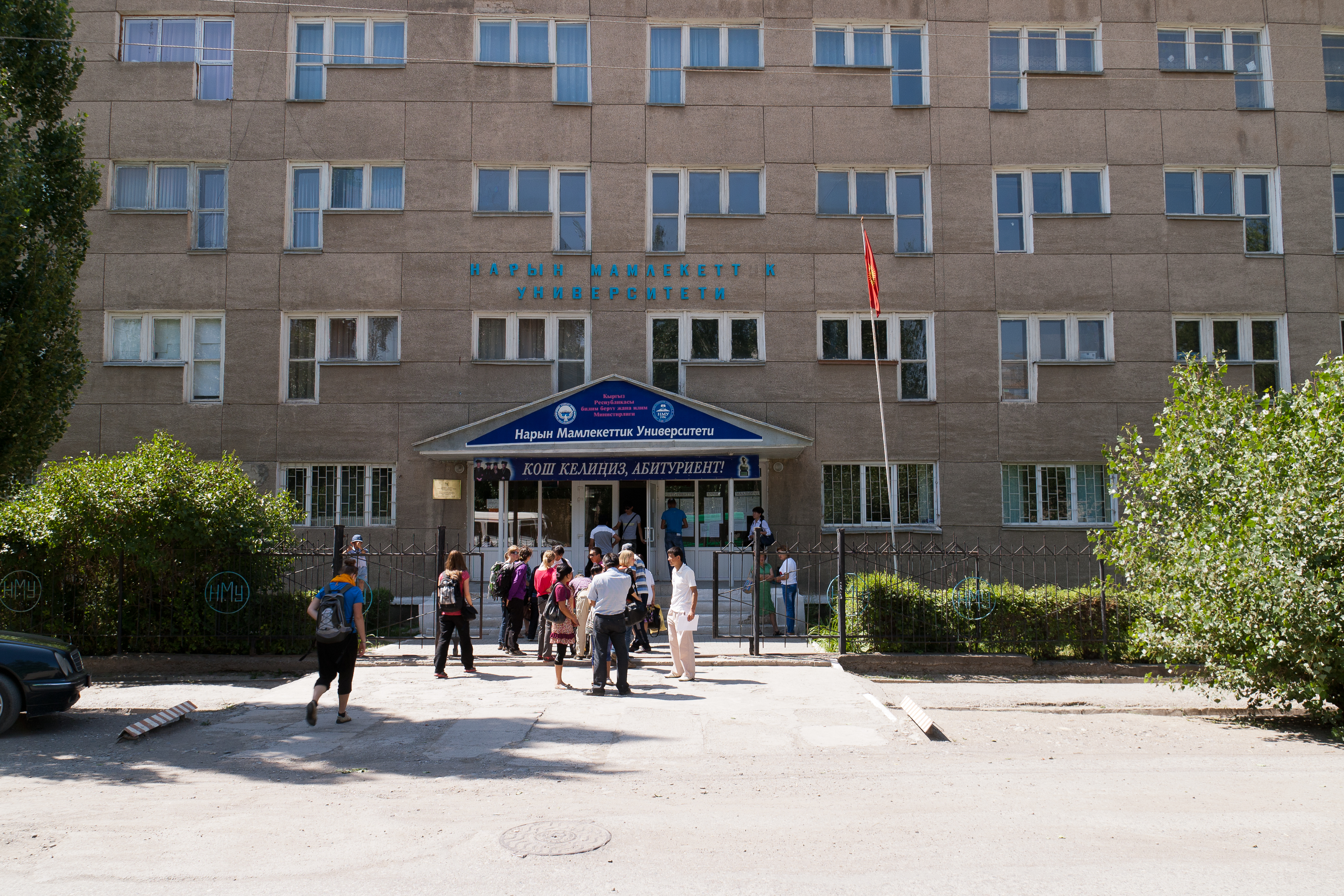
A narini egyetem látképe

A tartomány gazdaságát az állattenyésztés uralja a ló, a juh és a jak tenyésztés mellett fő termékek a gyapjú és a hús. Ma a kerület az ország legszegényebb régiója. A szovjet időszakban kifejlesztett ásvány-bányák a kommunizmus bukása után nagyrészt bezártak, mivel nem voltak nyereségesek.

## Fordítás
- Ez a szócikk részben vagy egészben  a   Naryn című angol Wikipédia-szócikk fordításán alapul.  Az eredeti cikk szerkesztőit annak laptörténete sorolja fel. Ez a jelzés csupán a megfogalmazás eredetét és a szerzői jogokat jelzi, nem szolgál a cikkben szereplő információk forrásmegjelöléseként.